# 361450 Houellebecq
361450 Houellebecq este o planetă minoră (asteroid) din centura de asteroizi. A fost descoperită pe 21 ianuarie 2007 la Nogales de Jean-Claude Merlin⁠(d). 
Obiectul prezintă o orbită caracterizată de o semiaxă mare de 3,0790048641458 UAi, o excentricitate de 0,04, o înclinație de 8,7 ° în raport cu ecliptica.